# Boris Grigorjevič Jusupov
Boris Grigorjevič Jusupov (rusky Борис Григорьевич Юсупов, 18./28. července 1695 – 28. února/9. března 1759, Petrohrad) byl ruský šlechtic a carský politik z knížecího rodu Jusupovů. Jeho pra-pra-vnuk byl kníže Felix Jusupov, který stál za vraždou Grigorije Rasputina.

## Život
Pocházel z ruského šlechtického rodu Jusupovů, jejichž původ sahá k nogajským chánům z 10. století.
Jeho rodiči byli Grigorij Dmitrijevič Jusupov (1676–1730), přítel cara Petra I. a ministr války, a jeho manželka Anna Nikitična Akinfovová, dcera okolničího (šlechtická hodnost nižší než bojar).
Ve věku 20 let byl Boris poslán na studia k francouzskému námořnictvu. Po návratu se v roce 1730 stal carským komorníkem, v roce 1738 byl zvolen generálním guvernérem Moskvy a od 18. června 1695 do 3. března 1759 byl senátorem. Za vlády Alžběty I. byl ředitelem ruských carských škol a v roce 1749 byl jmenován guvernérem Petrohradu.

## Manželství a dět
Oženil se s Irinou Michajlovnou Zinovjevovou (1718-1788), dcerou Michaila Petroviče Zinovjeva, s níž měl pět dětí:
- Jevdokija (1743–1780), vdaná za Petra Birona byla kuronskou vévodkyní
- Alexandra (1744–1791), vdaná za Ivana Michajloviče Izmailova (1724–1787)
- Jelizavěta (1745–1770), v roce 1764 vdaná za knížete Andreje Michajloviče Golicyna (1729–1770)
- Anna (1749–1772), v roce 1771 vdaná za Alexandra Jakovleviče Protasova (1742–1799)
- Nikolaj (1751–1831) v roce 1793 se oženil s Taťánou Vasiljevnou von Engelhart (1769–1841), jednou z neteří knížete Grigorije Potěmkina.